# Russische Poolbillard-Meisterschaft 2016
Die russische Poolbillard-Meisterschaft 2016 war ein Poolbillardturnier, das vom 27. November bis 2. Dezember 2016 in der russischen Hauptstadt Moskau ausgetragen wurde. Ermittelt wurden die nationalen Meister in den Disziplinen 8-Ball, 9-Ball, 10-Ball und 14/1 endlos.
Erfolgreichste Spielerin war die amtierende 8-Ball-Europameisterin Kristina Tkatsch. Die 17-Jährige wurde in den Disziplinen 14/1 endlos, 8-Ball und 9-Ball Russische Meisterin und verlor das 10-Ball-Finale nur knapp mit 6:7 gegen Natalja Seroschtan. Bei den Herren gewannen Konstantin Stepanow und Ruslan Tschinachow jeweils zwei Titel.

## Medaillengewinner
| Wettbewerb           | Gold                | Silber                  | Bronze                  |
| -------------------- | ------------------- | ----------------------- | ----------------------- |
| Herren – 14/1 endlos | Konstantin Stepanow | Wladimir Lyssanow       | Andrei Seroschtan       |
| Herren – 14/1 endlos | Konstantin Stepanow | Wladimir Lyssanow       | Jewgeni Buslajew        |
| Herren – 10-Ball     | Konstantin Stepanow | Jewgeni Buslajew        | Andrei Seroschtan       |
| Herren – 10-Ball     | Konstantin Stepanow | Jewgeni Buslajew        | Marsel Safiullin        |
| Herren – 8-Ball      | Ruslan Tschinachow  | Andrei Seroschtan       | Maxim Dudanez           |
| Herren – 8-Ball      | Ruslan Tschinachow  | Andrei Seroschtan       | Sergei Luzker           |
| Herren – 9-Ball      | Ruslan Tschinachow  | Andrei Seroschtan       | Witali Pawluchin        |
| Herren – 9-Ball      | Ruslan Tschinachow  | Andrei Seroschtan       | Maxim Dudanez           |
| Damen – 14/1 endlos  | Kristina Tkatsch    | Natalja Seroschtan      | Anastassija Netschajewa |
| Damen – 14/1 endlos  | Kristina Tkatsch    | Natalja Seroschtan      | Darja Sirotina          |
| Damen – 10-Ball      | Natalja Seroschtan  | Kristina Tkatsch        | Wiktorija Gurowa        |
| Damen – 10-Ball      | Natalja Seroschtan  | Kristina Tkatsch        | Anastassija Netschajewa |
| Damen – 8-Ball       | Kristina Tkatsch    | Darja Sirotina          | Dina Fatychowa          |
| Damen – 8-Ball       | Kristina Tkatsch    | Darja Sirotina          | Anastassija Netschajewa |
| Damen – 9-Ball       | Kristina Tkatsch    | Anastassija Netschajewa | Natalja Seroschtan      |
| Damen – 9-Ball       | Kristina Tkatsch    | Anastassija Netschajewa | Dina Fatychowa          |